# Vádí al-Mu'alaka
Vádí al-Mu'alaka (hebrejsky: ואדי אל מועלקה) je krátké vádí v severním Izraeli, v regionu Vádí Ara.
Začíná v nadmořské výšce přes 300 metrů nad mořem, na západním okraji města Umm al-Fachm, severozápadně od vesnice Mej Ami. Napříč údolím zde vede lokální silnice 6535. Vádí pak směřuje k jihozápadu, přičemž se zařezává do okolního terénu. Ústí potom zprava do vádí Nachal Seraja v prostoru živelně vzniklé osady al-Mu'alaka.